# Günther Hochgartz
Günther Hochgartz (* 10. Juli 1918 in Bocholt; † 10. Oktober 2005 ebenda) war ein deutscher Politiker, Oberbürgermeister der Stadt Bocholt und NRW-Landtagsabgeordneter der CDU.

## Leben und Beruf
Nach dem Besuch der Volksschule und des Gymnasiums absolvierte Hochgartz eine Elektriker-Lehre. Am 28. Dezember 1937 beantragte er die Aufnahme in die NSDAP und wurde rückwirkend zum 1. September desselben Jahres aufgenommen (Mitgliedsnummer 5.503.712).
Am 1. September 1939 wurde er von der Wehrmacht eingezogen und erlebte das Kriegsende 1945 als Major und Berufssoldat. Ausgezeichnet wurde er unter anderem mit dem Ritterkreuz des Eisernen Kreuzes, dem Deutschen Kreuz in Gold sowie mit der Ehrenblattspange des Heeres.
Nach Kriegsende machte sich Hochgartz als Elektrokaufmann mit seiner Firma G. Hochgartz, Lichtkraft- und Industrieanlagen selbstständig und legte vier Jahre später seine Meisterprüfung ab. Seine Selbstständigkeit dauerte bis 1979 an.
In Bocholt wurde der Günther-Hochgartz-Ring nach ihm benannt. Des Weiteren wurde er zum Ehrenbürger der Stadt Bocholt ernannt und erhielt weitere Auszeichnungen, wie unter anderem 1974 das Bundesverdienstkreuz 1. Klasse, 1983 das Große Bundesverdienstkreuz und den Verdienstorden des Landes Nordrhein-Westfalen.

## Politik
Im Jahr 1956 trat Hochgartz der CDU bei und war danach in zahlreichen Parteigremien aktiv. Vom 29. Mai 1980 bis zum 29. Mai 1985 war er für den Wahlkreis 91 Borken I Mitglied des Nordrhein-Westfälischen Landtages. Darüber hinaus war er von 1956 bis 1983 Mitglied des Stadtrates der Stadt Bocholt. Von 1964 bis 1979 war er außerdem Oberbürgermeister der damals noch kreisfreien Stadt sowie daran anschließend Bürgermeister bis 1983. Außerdem war er ab 1975 Mitglied des Kreistages des Kreises Borken und dessen stellvertretender Landrat.